# Tibor Szalay
Tibor Szalay Csikos (Gbelce, 26 gennaio 1938) è un ex calciatore ungherese.

## Biografia
Szalay nacque a Gbelce in Cecoslovacchia pochi mesi prima che essa passasse, a seguito del primo arbitrato di Vienna (2 novembre 1938), all'Ungheria. Rimasto in terra magiara anche dopo la seconda guerra mondiale, a causa della quale Gbelce ritornò alla Cecoslovacchia, Szalay divenne calciatore, giocando in Ungheria, Austria, Spagna, Turchia e Stati Uniti d'America. Lasciò l'Ungheria a seguito della rivoluzione ungherese del 1956 e la conseguente occupazione sovietica, approfittando del fatto di essere impegnato in una tournée europea della nazionale giovanile magiara.
Terminata la carriera agonistica è rimasto a vivere in America.

## Carriera
Szalay iniziò la carriera agonistica in patria con il Vörös Lobogó. Nel 1956 venne ingaggiato dall'Austria Vienna, società con cui giocherà per due stagioni, ottenendo come miglior piazzamento il terzo posto nella Staatsliga A 1956-1957.
Nel 1958 si trasferisce in Spagna per giocare con il Siviglia. Con gli andalusi militerà tre stagioni, ottenendo come miglior piazzamento il quarto posto nella Primera División 1959-1960.
Nella stagione 1961-1962 Szalay passò al Barcellona, ove ottenne il secondo posto finale in campionato e con cui raggiunse la finale, persa contro il Valencia, della Coppa delle Fiere 1961-1962. La stagione seguente rimane nella rosa della squadra blaugrana senza però mai scendere in campo.
Nel 1963 si trasferisce per la prima volta negli Stati Uniti d'America per giocare con il New York Hungaria.
Sempre nel 1963 ritorna a giocare in Spagna, al Real Murcia, società con cui ottiene il dodicesimo posto finale della Primera División 1963-1964, mantenendo così la categoria.
Nella stagione 1965-1966 passa ai turchi del Beşiktaş, con cui vince la Türkiye 1.Lig 1965-1966.
Lasciata la Turchia, Szalay nel 1966 ritorna al New York Hungaria.
Nel 1967 si trasferisce nei Philadelphia Spartans, società militante in NPSL I. Con gli Spartans ottiene il secondo posto della Estern Division, non riuscendo così a classificarsi per la finale del campionato.
Nella stagione seguente passa agli Houston Stars. Con i texani giungerà al secondo posto della Gulf Division, non potendo così disputare le semifinali per l'assegnazione del titolo americano.
Nella stagione 1970 passa ai Kansas City Spurs, ottenendo il secondo posto della Northern Division, non ottenendo così l'accesso alla finale per l'assegnazione del titolo americano.
Nella stagione 1971 passa ai Washington Darts, società con cui ottiene il terzo posto della Southern Division, non ottenendo così l'accesso alle semifinali per l'assegnazione del titolo americano.
Nel corso dello stesso anno ritorna per la terza volta al New York Hungaria, ove chiuderà la carriera agonistica.

## Palmarès
- Campionato turco: 1

Beşiktaş: 1965-1966